# Miasto bez imienia
Miasto bez imienia – tom wierszy Czesława Miłosza wydany w 1969 r. przez Instytut Literacki w Paryżu jako 178. tom Biblioteki „Kultury”.
Tom zawiera wiersze powstałe w latach 1961-1969 głównie w Berkeley, w większości publikowane wcześniej na łamach paryskiej „Kultury” oraz londyńskiej „Oficyny Poetów”.
Zbiór obejmuje piętnaście wierszy i trzy poematy:
- Miasto bez imienia –  utwór tytułowy, w którym poeta przywołuje z perspektywy amerykańskiej Wilno Mickiewicza, Słowackiego, Syrokomli i samego Miłosza,
- Na trąbach i na cytrze –  wyraża dionizyjską pochwałę bytu, ekstatyczny zachwyt rajskim światem. W rozmowie z Ewą Czarnecką poeta wyjaśniał: „To są w każdym razie bardzo dionizyjskie wiersze. Każdy wiersz jest jakimś ekstatycznym doświadczeniem. To jest uniesienie pięknem świata”[1],
- Zapisane wczesnym rankiem mową niezwiązaną –  cykl 9 wierszy, głównie o charakterze programowym (Ars poetica? , Moja wierna mowo).

Nowością w zbiorze są wiersze o charakterze religijnym, np.: Veni Creator, Im więcej, Jakże znosiłeś.

## Wydania polskie
- Paryż: Instytut Literacki, 1969
- Warszawa: Niezależna Oficyna Wydawnicza; Wolna Wałkowo Bębnowa Drukarnia Polowa im. J. P., 1978, 1979
- Poznań: Oficyna Wydawnicza przy Niezależnym Związku Student[ów] Politechniki Poznańskiej, 1980
- Warszawa: Oficyna Wydawnicza Signum, 1980, 1981
- Gdańsk: Wydawnictwo Młoda Polska, 1981
- Rzeszów: Rozstaje, 1981
- Szczecin: Akademicka Agencja Wydawnicza przy współpracy z Niezależną Oficyną Wydawniczą, 1981
- Szczecin: NZS AR, 1981
- Wrocław: [b.w.], 1981

## Recenzje i omówienia
- Czaykowski Bogdan, Lethe i Mneme, „Wiadomości” 1970, nr 43, s. 1.
- Dudek Jolanta, Miłosz wobec tradycji literackiej, [w:] J. Dudek, Poleci polscy XX wieku, Kraków 1994, s. 88-105.
- Michałowska Magdalena, „Veni Creator”. Teologia poetów, „List” 1991, nr 5, s. 24.
- Szymik Jerzy, Teologiczny aspekt problematyki boga we współczesnej polskiej poezji (na tle ogólnoświatowych tendencji literatury pięknej drugiej połowy XX wieku), „Śląskie Studia Historyczno-Teologiczne” 1998, t. 31, s. 105–132.
- Tatarowski Konrad Witold, Zarys analizy poematu Czesława Miłosza „Na trąbach i na cytrze”, [w:] O Czesławie Miłoszu, red. Danuta Gadaj, Elżbieta Niedzielska, Sieradz 1980.
- Zarębianka Zofia, Poeta-prorok w nieruchomych obrotach czasu. Uwagi o cyklu Czesława Miłosza „Na trąbach i na cytrze”, „Topos” 2006, nr 3, s. 113-117.